# Comissão de Valores Mobiliários (Estados Unidos)
A Comissão de Valores Mobiliários dos Estados Unidos (em inglês:  U.S. Securities and Exchange Commission, geralmente referida pela sigla SEC), é uma agência federal independente de regulamentação e controle dos mercados financeiros. Em tese, atua como um gendarme das bolsas de valores, com funções semelhantes às da CVM, no Brasil, ou da European Security and Markets Authority (Autoridade Europeia dos Valores Mobiliários e Mercados), ESMA, na União Europeia. 
Compete à SEC a aplicação da legislação federal referente a títulos e valores mobiliários, bem como a proposição de normas e a regulação do mercado desses títulos e valores, que é o mercado de ações e opções do país, mas também de outras organizações, tais como os mercados eletrônicos de títulos, nos Estados Unidos.
Além do Securities Exchange Act, lei que a criou, em 1934, a SEC é responsável pela aplicação do Securities Act, de 1933, do Trust Indenture Act, de 1939, do Investment Company Act, de 1940, do Investment Advisers Act, de 1940, do Sarbanes-Oxley Act de 2002 e outros instrumentos legais. A SEC foi criada pela seção 4 do Securities Exchange Act de 1934, comumente referido, em inglês, como 1934 Act.

## Membros da Comissão
A Securities and Exchange Commission tem cinco Comissários que são designados pelo Presidente dos Estados Unidos com o conselho e o consentimento do Senado. Não mais que três podem ser de um único partido político. Cada comissário serve um mandato de cinco anos, que são escalonados de modo que o mandato de um comissário termina em 5 de junho de cada ano.

## Visão global
A SEC foi estabelecida pelo Congresso dos Estados Unidos em 1934 como uma agência regulatória quasi-judicial independente, durante a Grande Depressão que acompanhou o Crash de 1929. A razão principal para a criação da SEC foi para regular o mercado de ações e prevenir abusos corporativos relacionados com a oferta e a venda de títulos e de relatórios corporativos. À SEC foi dado o poder de licenciar e regulamentar as bolsas de valores, as companhias cujos valores mobiliários são negociados por elas, e as corretoras e concessionárias que conduzem a negociação.
Atualmente, a SEC é responsável pela administração de sete leis principais que regem o setor de valores imobiliários. São elas: Securities Act of 1933, Securities Exchange Act of 1934, Trust Indenture Act of 1939, Investment Company Act of 1940, Investment Advisers Act of 1940, Sarbanes-Oxley Act of 2002 e mais recentemente, Credit Rating Agency Reform Act of 2006.
A autoridade concedida pelo Congresso permite à SEC conduzir ações de execução civil contra indivíduos ou empresas, se acusadas de terem cometido fraudes contábeis, de fornecerem informações falsas, ou envolverem-se em insider trading ou outras violações da lei de valores mobiliários. A SEC também trabalha com agências de aplicação da lei penal para processar indivíduos e empresas por crimes que incluem uma violação criminal.
Para cumprir o seu mandato, a SEC impõe a exigência legal de que as sociedades anônimas apresentem relatórios trimestrais e anuais, bem como outros relatórios periódicos. Além dos relatórios financeiros anuais, os executivos das empresas devem apresentar uma narrativa, chamada “discussão e análise de gestão” (MD&A sigla em inglês), que descreve o ano anterior das operações e explica como a empresa se saiu nesse período de tempo. A administração geralmente também abordará no próximo ano, definindo metas futuras e abordagens para novos projetos. Na tentativa de nivelar o campo para todos os investidores, a SEC mantém um banco de dados online chamado EDGAR (Electronic Data Gathering, Analysis, and Retrieval system – Sistema de Recuperação, Análise e Coleta de Eletrônica de Dados) online a partir do qual os investidores podem acessar estas e outras informações arquivadas na agência.
Relatórios trimestrais e anuais das empresas públicas são fundamentais para que os investidores tomem decisões acertadas quando investem nos mercados de capitais. Ao contrário do mercado bancário, investimento nos mercados de capitais não é garantido pelo governo federal. O potencial de grandes ganhos deve ser pesado contra perdas igualmente prováveis. A obrigatória divulgação de informações financeiras e outras informações sobre o emitente e a própria segurança dá a indivíduos, bem como a grandes instituições os mesmos fatos básicos sobre as empresas públicas que investem, aumentando assim o escrutínio público, reduzindo informação privilegiada e fraude.
A SEC faz relatórios que ficam à disposição do público através do sistema EDGAR. A SEC também oferece publicações sobre temas relacionados a investimentos para o ensino público. O mesmo sistema online também tem dicas e reclamações de investidores para ajudar a SEC a rastrear os infratores das leis de valores mobiliários. A política da SEC é a de nunca comentar sobre a existência ou o status de uma investigação em curso.

## História
Antes da promulgação das leis federais de valores mobiliários e da criação da SEC, havia as chamadas Leis Blue Sky, que eram aprovadas e executadas em nível estadual.
No entanto, essas leis eram geralmente deficientes. Por exemplo, o Investment Bankers Association disse aos seus membros já em 1915 que eles poderiam "ignorar" as Leis Blue Sky, fazendo ofertas de valores mobiliários através das linhas de estado através do correio. Após a realização de audiências não-oficiais sobre abusos de fraudes interestaduais (vulgarmente conhecida como a Comissão Pecora, o Congresso aprovou Securities Act of 1933 que regulamenta as vendas interestaduais de valores mobiliários (emissões originais) a nível federal. A subsequente Securities Exchange Act of 1934 regulamenta venda de títulos no mercado secundário. A Seção 4 do Ato de 1934 criou a Comissão de Valores Mobiliários dos Estados Unidos (a SEC) para fazer cumprir as leis federais de valores mobiliários. Ambas as leis são consideradas parte do conjunto de legislação do "New Deal" de Franklin Roosevelt.
O Securities Act of 1933 também é conhecido como o "Truth in Securities Act" ou o "Federal Securities Act” e é muitas vezes abreviado para "Ato 1933." Seu objetico é aumentar a confiança pública nos mercados de capitais ao exigir a comunicação uniforme de informações sobre ofertas públicas de valores mobiliários. Os principais redatores do Ato 1933 foram Huston Thompson, um ex-presidente da Federal Trade Commission, e Walter Miller e Ollie Butler, dois procuradores da Divisão de Serviços Externos do Departamento de Comércio dos Estados Unidos, com entrada do juiz Louis Brandeis do Supremo Tribunal de Justiça. Pelo primeiro ano da promulgação da lei, a aplicação do estatuto esteve sob poder da Federal Trade Commission, mas este poder foi transferido à SEC após sua criação em 1934 (Curiosamente, o primeiro, rejeitou um projeto de Securities Act escrito por Samuel Untermyer investido destes poderes no United States Postal Service (USPS), porque Untermyer acreditava que somente investindo poderes de execução ao serviço postal é que a constitucionalidade do ato seria garantida). A lei exige que as empresas emissoras registrem as distribuições de títulos com a SEC antes das vendas interestaduais desses títulos, para que os investidores possam ter acesso a informações financeiras básicas sobre as empresas emissoras e os riscos envolvidos no investimento nos valores mobiliários em questão. Desde 1996, a maioria das declarações de registro (e materiais associados) arquivados junto à SEC podem ser acessados através do sistema online da SEC, EDGAR.
O Securities Exchange Act of 1934 é também conhecido como "Exchange Act" ou "Ato de 1934". Esta lei regulamenta o comércio secundário entre os indivíduos e as empresas que estão muitas vezes alheios ao emitentes originais de valores mobiliários. Entidades sob a autoridade da SEC incluem as bolsas de valores com os pregões físicos, tais como o New York Stock Exchange (NYSE), organizações auto-reguladoras como a Financial Industry Regulatory Authority (NASD) e a Municipal Securities Rulemaking Board (MSRB), plataformas de negociação online como a NASDAQ e ATS, e quaisquer outras pessoas (por exemplo, corretores de valores mobiliários) envolvidas em operações para contas de terceiros.
o presidente Franklin D. Roosevelt nomeou Joseph P. Kennedy, pai do presidente John F. Kennedy, para servir como o primeiro presidente da SEC, juntamente com James M. Landis (um dos arquitetos do Ato de 1934 e outra legislação do New Deal) e Ferdinand Pecora (Advogado Geral do Comitê do Senado dos Estados Unidos sobre Setor Bancário e Moeda durante investigação do setor bancário de Wall Street e práticas de corretagem de ações). Outros presidentes e comnissários destacados incluem William O. Douglas (que passou a ser um juiz da Suprema Corte dos Estados Unidos), Jerome Frank (um dos líderes do movimento de legalismo jurídico) e William J. Casey (que mais tarde viria a comandar a Central Intelligence Agency sob a presidência de Ronald Reagan).
Como parte da investigação contínua em 1974–75, promotores do caso Watergate ofereceram às empresas que deram contribuições ilegais para a campanha de reeleição de Richard Nixon pena branda se elas se apresentassem. Muitas empresas concordaram, incluindo Northrop Grumman, 3M, American Airlines e Braniff International Airways. Em 1976, o Ministério Público condenou 18 empresas americanas de contribuir de forma ilegal para a campanha de Nixon. A SEC, em um estado de fluxo após seu presidente ser forçado a renunciar seu cargo, começou a auditoria de todas as atividades políticas das empresas de capital aberto. A investigação subsequente da SEC descobriu que muitas empresas norte-americanas estavam fazendo enorme contribuição para a política exterior.

## Estrutura organizacional

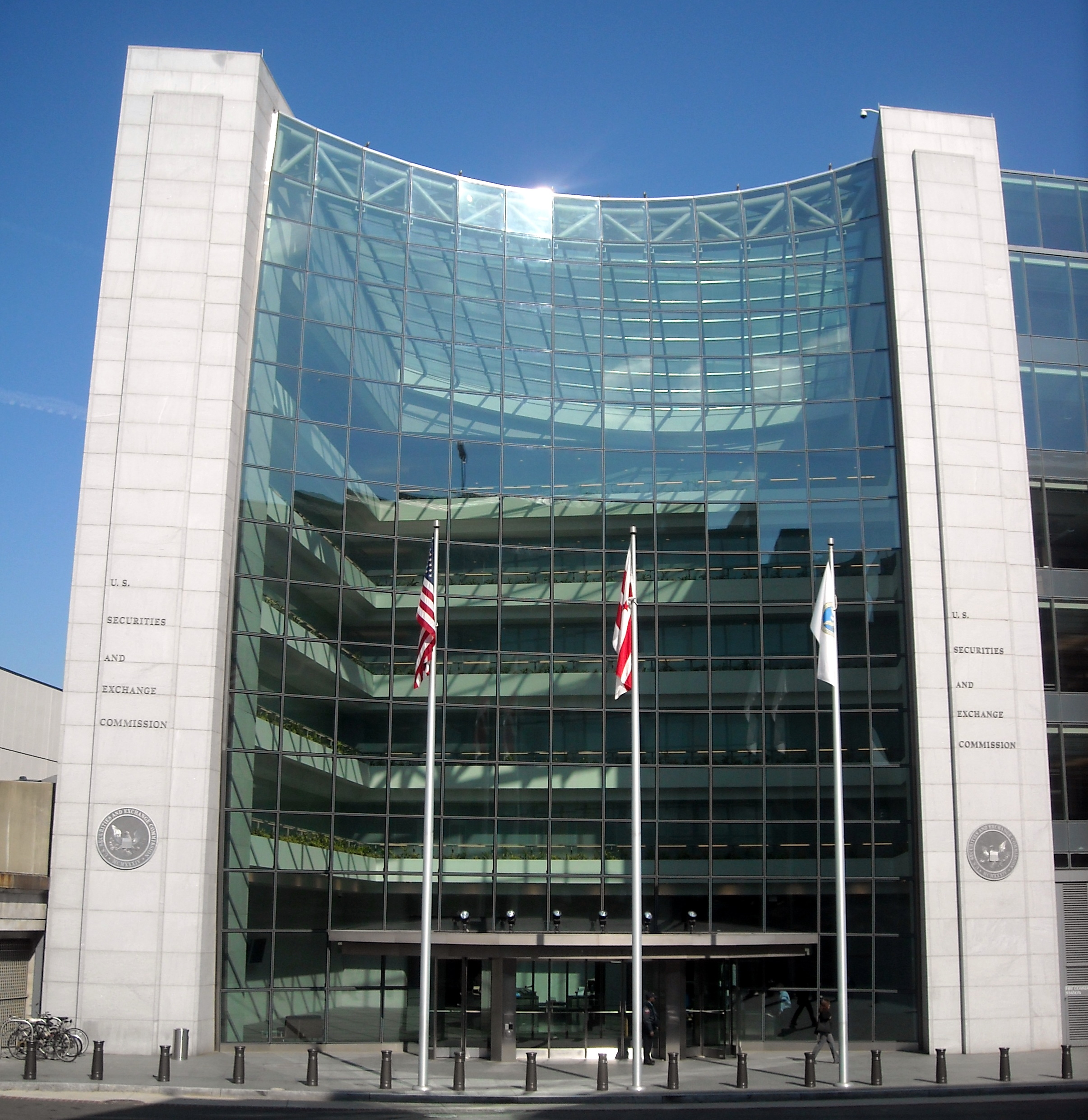
Sede da SEC em Washington, D.C.

A SEC é composta por cinco comissários nomeados pelo presidente dos Estados Unidos com o conselho e consentimento do Senado dos Estados Unidos. Seus termos duram cinco anos e são escalonados de tal forma que o mandato de cada comissário termina em 5 de junho de cada ano. Para garantir que a SEC continue a ser não-partidária, não mais que três comissários podem pertencer ao mesmo partido político. O Presidente designa também um dos comissários como presidente, principal executivo da SEC. No entanto, o Presidente não possui o poder de demitir os comissários nomeados, uma provisão que foi feita para garantir a independência da SEC. Esta questão foi levantada durante a eleição presidencial de 2008, em conexão com a crise financeira que se seguiu.
Dentro da SEC, existem quatro divisões, 19 escritórios e cerca de 3.800 funcionários. Sediada em Washington, D.C., a SEC tem 11 escritórios regionais em todo Estados Unidos.
As quatro divisões principais da SEC são: Finança de Corporação, Comércio e Mercados, Gestão de Investimentos, e Execução.
Finança de Corporação é a divisão que supervisiona a divulgação feita por empresas públicas, bem como o registro das operações, como fusões, feita pelas empresas. A divisão também é responsável por operar EDGAR.
A divisão de Comércio e Mercados supervisiona organizações auto-reguladoras (OARs) como a FINRA a MSRB, e toda corretora de valores e todo banco de investimento. Esta divisão também interpreta as alterações propostas para os regulamentos e monitora as operações da indústria. Na prática, a SEC delega maior parte de sua aplicação e autoridade de regulamentação para FINRA. Na verdade, todas as empresas comerciais não regulamentadas por outras OARs devem se registrar como um membro da FINRA. Negociações individuais de valores mobiliários devem passar por exames administrados pela FINRA para se tornarem representantes registrados.
A divisão de Gestão de Investimento fiscaliza as empresas de investimento, incluindo fundos mútuos e consultores de investimento. Esta divisão administra as leis federais de valores mobiliários, em especial a Investment Company Act of 1940 e a Investment Advisers Act of 1940. As responsabilidades desta divisão incluem:
- auxiliar a Comissão na interpretação de leis e regulamentos para o público e a fiscalização da SEC e os agentes de execução;
- responder a requisições de não ação e pedidos de isenção;
- revisar sociedades de investimento e arquivos de consultores de investimento;
- auxiliar a Comissão em matérias de execução envolvendo empresas de investimento e assessoria; e
- aconselhar a Comissão em adaptar as regras da SEC à novas circunstâncias.

A divisão de Execução trabalha com as outras três divisões, e os outros escritórios da Comissão, para investigar violações das leis de valores mobiliários e regulações e para interpor recursos contra os violadores declarados. A SEC geralmente conduz investigações em particular. Os agentes da SEC podem buscar por produção voluntária de documentos e testemunho, ou podem pedir uma ordem formal de investigação pela SEC, que permite seu contingente a obrigar a apresentação de documentos e testemunhos. A SEC pode entrar com uma ação judicial em uma corte distrital dos Estados Unidos ou uma processo administrativo que é ouvido por um juiz de direito administrativo independente. A SEC não possui autoridade criminal, mas pode recorrer ao Ministério Público estadual e federal. O atual diretor da divisão de Execução da SEC é Robert Khuzami, um ex-promotor federal.
Entre os escritórios da SEC estão:
- O Gabinete do Advogado-Geral, que atua como "advogado" da agência antes das cortes federais de apelação e presta assessoria jurídica à Comissão e a outros setores e escritórios da SEC;
- O Gabinete do Contador-Chefe, que estabelece e reforça as políticas de contabilidade e auditoria definidas pela SEC. Este escritório tem desempenhado um papel importante em áreas como o trabalho com a Financial Accounting Standards Board para desenvolver Princípios Contábeis Geralmente Aceitos, com o Public Company Accounting Oversight Board no desenvolvimento de requisitos de auditoria, e com o International Accounting Standards Board para fazer avançar o desenvolvimento de International Financial Reporting Standards;
- O Gabinete de Cumprimento, Inspeções e Exames, que inspeciona corretoras de valores, bolsas de valores, agências de notas de crédito, companhias de investimento registradas, incluindo tanto companhias de investimento closed-end e open-end (fundo mútuo), fundos de mercado monetário e Registered Investment Advisors;
- O Escritório de Assuntos Internacionais, que representa a SEC no exterior e que negocia acordos internacionais em matéria de execução de troca de informações, desenvolve as políticas regulatórias internacionais da SECem áreas como reconhecimento mútuo, e ajuda a desenvolver normas internacionais de regulamentação através de organizações como a Comissão Internacional de Valores Mobiliários e o Fórum de Estabilidade Financeira;
- O Gabinete de Educação do Investidor e Advocacia, que ajuda a educar o público sobre mercados de valores mobiliários e adverte os investidores de fraudes e golpes no mercado de ações; e
- O Gabinete de Análises Econômicas, que ajuda a SEC a estimar estimar os custos e benefícios econômicos das suas várias regras e regulamentos.

## Relação com outras agências
Além de trabalhar com várias organizações auto-reguladoras como NYSE e NASD, a Comissão de Valores Mobiliários também trabalha com outras agências federais, reguladores de valores mobiliários do estado, agências de valores internacionais e agências de aplicação da lei.
Em 1988 a Ordem Executiva 12631 estabeleceu o presidente do Working Group on Financial Markets. O Working Group é presidido pelo Secretário do Tesouro e inclui o presidente da SEC, o presidente da Reserva Federal dos Estados Unidos e o presidente da Commodity Futures Trading Commission. O objetivo do Working Group é promover a integridade, eficiência, regularidade e competitividade dos mercados financeiros, mantendo a confiança dos investidores.
O Securities Act of 1933 foi originalmente administrado pela Federal Trade Commission (FTC). O Securities Exchange Act of 1934 transferiu esta responsabilidade da FTC para a SEC. A principal missão da The FTC é promover a defesa do consumidor e erradicar práticas anticompetitivas. A FTC regula as práticas comerciais em geral, enquanto a SEC se concentra nos mercados de valores mobiliários.
O Temporary National Economic Committee foi criado pela resolução conjunta do Congress 52 Stat. 705 em 16 de junho de 1938. Foi encarregado de informar o Congresso sobre os abusos de poder de monopólio. A comissão foi esgotada em 1941, mas seus registros ainda estão sob sigilo por ordem da SEC.
O Municipal Securities Rulemaking Board (MSRB) foi criado em 1975 pelo Congresso para desenvolver regras para empresas envolvidas em subscrição e obrigações municipais. O MSRB é monitorado pela SEC, mas o MSRB não tem autoridade de impor suas regras.
Enquanto a maioria de leis de valores mobiliários são imposta pela SEC e pelas diferentes organizões auto-reguladoras que ela monitora, reguladores estaduais de valores mobiliários tambpem podem aplicar as leis estaduais coloquialmente conhecidas como leis blue sky. Estados poderão exigir valores mobiliários a serem registrados no estado antes de poderem ser vendidas lá. National Securities Markets Improvement Act of 1996 (NSMIA) aborda este duplo sistema de regulação federal-estadual que altera a Seção 18 do Ato de 1933 para isentar os títulos negociados nacionalmente a partir de inscrição estadual, desse modo antecipando a lei estadual nesta área. No entanto, NSMIA preserva a autoridade antifraude dos estados de todos os valores mobiliários negociados no estado.
A SEC também trabalha com agências federais e estaduais de execução da lei para realizar ações contra agentes declarados de violação das leis de valores mobiliários.
A SEC é membro da Organização Internacional de Valores Mobiliários (IOSCO) e usa o Memorando Internacional de Entendimento da IOSCO bem como acordos bilaterais diretos com Comissões de Valores Mobiliários de outros países para lidar com a improbidade transfronteiriça nos mercados de valores.

## Legislação relacionada
- 1934 – Securities Exchange Act of 193], regem o mercado secundário de títulos
- 1938 – Fundação do Temporary National Economic Committee 52 Stat. 705
- 1964 – Securities Act Amendments PL 88-467
- 1968 – Williams Act (Securities Disclosure Act) PL 90-439
- 1975 – Securities and Exchange Act PL 94-29
- 1980 – Depository Institutions and Deregulation Money Control Act PL 96-221
- 1982 – Garn–St. Germain Depository Institutions Act PL 97-320
- 1984 – Insider Trading Sanctions Act PL 98-376
- 1988 – Insider Trading and Securities Fraud Enforcement Act PL 100-704
- 1989 – Financial Institutions Reform, Recovery, and Enforcement PL 101-73
- 1999 – Gramm-Leach-Bliley Act PL 106-102
- 2000 – Commodity Futures Modernization Act of 2000
- 2002 – Sarbanes-Oxley Act
- 2007 – Regulation NMS

## Comunicações da SEC

### Cartas-comentário
Cartas-comentário (comment letters em inglês) são cartas enviadas pela SEC para uma empresa pública levantando questões e os comentários solicitados. Por exemplo, em outubro de 2001, a SEC escreveu para CA, Inc., abrangendo quinze itens, principalmente sobre a contabilidade da CA, incluindo cinco sobre o reconhecimento de receitas. O Chefe do Setor Financeiro da CA, para quem a carta foi endereçada, confessou-se culpado de fraude na CA em 2004.
Em julho de 2004, a SEC anunciou publicamente que iria publicar todas as cartas-comentário, para dar aos investidores acesso à informação contida nelas. Em meados de 2005, Allan Beller, ex-diretor da Divisão de Finança de Corporação, disse que a SEC acreditava que "que é conveniente ampliar a transparência do nosso processo de comentário tornando esta informação disponível para um público ilimitado."
Uma análise de maio de 2006 de arquivamentos reguladores sobre os 12 meses anteriores indica, no entanto, que a SEC não tem conseguido o que disse que faria. A análise descobriu 212 empresas que relataram ter recebido cartas-comentário da SEC, mas apenas 21 cartas (para essas empresas) foram publicados no website da SEC. John W. White, atual chefe da divisão de Finança de Corporação, disse ao New York Times: "Nós temos agora resolvidos os obstáculos para publicar as informações... Esperamos que um número significativo de novas publicações no próximos meses. "

### Cartas sem-ação
Cartas sem-ação (no-action letters em inglês) são cartas expedidas pela equipe da SEC indicando que a equipe não vai recomendar à Comissão que a SEC intente ação de execução contra a pessoa ou empresa se esta entidade se engajar em uma ação particular. Estas cartas são enviadas em resposta aos pedidos feitos quando o status legal de uma atividade não é clara. Estas cartas são lançadas publicamente e aumentam o corpo de conhecimento sobre o que exatamente é e não é permitido. Elas representam intrepretações dos agentes das leis de valores mobiliários e, enquanto persuasivas, não estão vinculadas aos tribunais.

## Ação regulamentar na trituração de crédito
A SEC anunciou em 17 de setembro de 2008 novas e rigorosas regras para proibir toda forma de "venda a descoberto" como medida para reduzir a volatibilidade em mercados turbulentos.
A SEC investigou casos involvendo indivíduos que tentam manipular o mercado passando informações falsas sobre certas instituições financeiras. A Comissão tem também investigado irregularidades comerciais e práticas abusivas de venda a descoberto. Gestores de fundos, corretoras de valores, e investidores institucionais também foram solicitados a divulgar sob juramento, determinadas informações referentes às suas posições em credit default swaps. A Comissão também trouxe os maiores assentamentos na história da SEC (aproximadamente $51 bilhões ao todo) em nome de investidores que adquiriram auction rate securities de seis diferentes instituições financeiras.

## Falhas de regulamentação
Christopher Cox, ex-presidente da SEC, reconheceu múltiplas falhas da organização em relação à fraude de Bernard Madoff. A partir de uma investigação em 1992 em um fundo afluente de Madoff, que só investiu com Madoff e que, de acordo com a SEC, prometeu retornos "curiosamente estáveis", a SEC não investigou indícios de que algo estava errado na firma de investimentos de Madoff. A SEC tem, portanto, sido acusada de não notar inúmeras bandeiras vermelhas e ignorar dicas sobre a suposta fraude de Madoff. Como resultado, Cox disse que um inquérito vai resultar em "todo o contato pessoal e relações com a família e a firma de Madoff, e seu impacto, se houver, sobre as decisões a respeito do pessoal da empresa." Aproximadamente 45 por cento dos investidores institucionais sentiram que uma melhor fiscalização por parte da SEC poderia ter evitado a fraude Madoff. O analista financeiro e denunciante Harry Markopolos queixou-se ao escritório da SEC em Boston, em maio de 1999, contando à equipe da SEC que eles deveriam investigar Madoff porque era impossível fazer legalmente os lucros que Madoff afirmou utilizando as estratégias de investimento que ele alegou usar.
Em 2009, o Project on Government Oversight, um grupo de fiscalização do governo, enviou uma carta ao Congresso, criticando a SEC por não aplicar mais da metade das recomendações feitas pelo seu Inspetor-Geral De acordo com POGO, nos últimos 2 anos, o SEC não tomou nenhuma ação em 27 das 52 reformas recomendadas sugeridas nos relatórios do Inspetor Geral, e ainda tinha um "status "pendente "em 197 das 312 recomendações formuladas nos relatórios de auditoria. Algumas destas recomendações incluíam impor medidas disciplinares aos empregados da SEC que recebem presentes impróprios ou outros favores de empresas financeiras e de investigar e relatar as causas das falhas para detectar o esquema de Madoff.
Em junho de 2010, a SEC estabeleceu um processo legal de denúncia ilícita com o ex-advogado da SEC, Gary Aguirre, que foi encerrado em setembro de 2005, após sua tentativa de intimação do figurão de Wall Street John J. Mack em um caso de informação privilegiada envolvendo a gestora de fundos Pequot Capital Management. Enquanto o caso de informação privilegiada foi abandonado na época, um mês antes da liquidação da SEC com Aguirre a SEC apresentou acusações contra Pequot. O Senado divulgou um relatório em agosto de 2007 detalhando o problema e pedindo a reforma da SEC.

## A SEC e as criptomoedas
Em 5 de junho de 2023, a SEC apresentou 13 acusações contra a Binance e seu fundador Changpeng Zhao, alegando má gestão de fundos de clientes e operação sem o devido registro regulatório. No dia seguinte, a SEC acusou a Coinbase de operar como uma bolsa de valores, corretora e agência de compensação não registradas, sinalizando um aumento no escrutínio dos principais atores do setor.
Um ponto central de discordância entre a SEC e a indústria de criptomoedas é a definição do que constitui um valor mobiliário. A SEC utiliza o Teste de Howey, derivado de uma decisão da Suprema Corte dos EUA de 1946, que define um valor mobiliário como "um investimento de dinheiro em uma empresa comum com lucros provenientes exclusivamente dos esforços de terceiros". Com base nesse teste, a SEC classificou muitos criptoativos como valores mobiliários, afirmando que seu valor frequentemente depende dos esforços dos desenvolvedores ou de outras partes centrais por trás dos projetos blockchain. Críticos argumentam que esse teste está desatualizado e é inadequado para a natureza descentralizada das criptomoedas, gerando incertezas e definições regulatórias pouco claras. Pesquisas realizadas por economistas identificaram que ações regulatórias imprevisíveis da SEC sob a liderança de Gensler, classificando criptoativos como valores mobiliários sem diretrizes claras, causaram uma prolongada desestabilização nos mercados de criptomoedas. Essa falta de clareza levanta dúvidas sobre a capacidade da agência de manter mercados justos e ordenados.